# Mont Crosin
Der Mont Crosin ist ein Gebirgspass entlang der Hauptstrasse 248.2 im Schweizer Jura im Kanton Bern. Er verbindet die Orte Saint-Imier und Tramelan und führt über den Höhenrücken der Montagne du Droit; die Passhöhe liegt auf 1227 m ü. M.
Bei der Station der Drahtseilbahn Saint-Imier – Mont Soleil können Trottinetts gemietet werden.
Auf dem Mont Crosin entstand in den 1990er Jahren der Windpark Mont Crosin, lange Zeit der einzige Windpark der Schweiz. 2013 und 2016 fand ein Repowering statt.